# Cratere Carnot
Carnot è un grande cratere lunare di 126,06 km situato nella parte nord-orientale della faccia nascosta della Luna, ad est-nord-est del cratere Paraskevopoulos. Carnot si sovrappone al bordo meridionale dell'ancor più grande cratere Birkhoff.
Il bordo esterno di questo cratere ha un aspetto pressoché esagonale, in particolare nella parte meridionale. Il bordo settentrionale è caratterizzato da pendici interne irregolari, mentre quello meridionale è terrazzato, ed ha pendici esterne più ripide. Vi sono alcuni ingrossamenti lungo il margine sudorientale, che rendono irregolare il perimetro. La parte interna del margine orientale è parzialmente coperta da tre piccoli crateri a forma di tazza.
Il pianoro interno è regolare e livellato, in contrasto con il terreno frastagliato che circonda il cratere; a sud-est del suo centro geometrico si trova un moderato rilievo, circondato da numerosi minuscoli crateri.
Il cratere è dedicato al fisico ed ingegnere francese Nicolas Léonard Sadi Carnot.

## Crateri correlati
Alcuni crateri minori situati in prossimità di Carnot sono convenzionalmente identificati, sulle mappe lunari, attraverso una lettera associata al nome.
| Carnot | Coordinate             | Diametro (in km) |
| ------ | ---------------------- | ---------------- |
| F      | 52°09′00″N 139°13′12″W | 34,2             |